# Thet San Andersen
Thet San Andersen (tiếng Miến Điện: သက်စံ; sinh ngày 23 tháng 5 năm 2000) là người mẫu, hoa hậu người Myanmar gốc Thụy Điển, từng đăng quang Hoa hậu Hoàn vũ Myanmar 2024. Cô sẽ đại diện cho Myanmar tại Hoa hậu Hoàn vũ 2024 ở Mexico.

## Tiểu sử
Thet San sinh ra ở Malmö, Thụy Điển và lớn lên ở Yangon, Myanmar, có cha là người Thụy Điển và mẹ là người Miến Điện. Cô ấy là một nhà thiết kế kỹ thuật số tự do và nhà tiếp thị truyền thông xã hội. Cô học thiết kế dệt may tại Stenbyskolan ở Dals Långed.

## Cuộc thi sắc đẹp

### Hoa hậu Hoàn vũ Myanmar 2024
Vào ngày 7 tháng 6 năm 2024, Thet San đại diện cho miền Bắc Yangon tại Hoa hậu Hoàn vũ Myanmar 2024 và tranh tài với 52 thí sinh khác tại Trung tâm Hội nghị Yangon ở Yangon. Kết thúc sự kiện, cô đã giành được danh hiệu và được kế vị bởi Amara Bo.

### Hoa hậu Hoàn vũ 2024
Với tư cách là Hoa hậu Hoàn vũ Myanmar, Thet San sẽ đại diện cho Myanmar tại Hoa hậu Hoàn vũ 2024 ở Mexico.